# Белоречењски рејон
Белоречењски рејон (рус. Белореченский район) административно-територијална је јединица другог нивоа и општински рејон смештен у јужном делу Краснодарске покрајине, односно на југу европског дела Руске Федерације. 
Административни центар рејона и његово највеће насеље је град Белореченск.
Према подацима националне статистичке службе Русије за 2018. на територији рејона живело је 108.692 становника или у просеку 81,93 ст/km². Површина рејонске територије је 1.327 km².

## Географија
Белоречењски рејон се налази на југу Краснодарске покрајине, обухвата територију површине 1.326,58 km², и по том параметру налази се на 32. месту у Покрајини. Граничи се са Апшеронским рејоном на југу и са Горјачкокључким градским округом на западу, док је на северу, северозападу и истоку територија Републике Адигеје.
Највећи део рејонске територије има равничарски рељеф и налази се на подручју алувијалне Закубањске равнице, док је нешто издигнутији усточни део нешто виши. Рељефом рејона доминирају три реке које се налазе у басену реке Кубањ − Пшиш на истоку и Белаја са Пшехом у централном делу. Источним делом рејона протиче река Псенафа, лева притока Лабе. 

## Историја
Белоречењски општински рејон успостављен је 2. јуна 1924. као административна целина тадашњег Мајкопског округа Југоисточне области и првобитно је у свом саставу имао 12 месних заједница. Већ у новембру исте године улази у састав Севернокавкаске покрајине, потом 1934. постаје делом Азовско-црноморске покрајине, и на послетку 1937. улази у састав Краснодарске покрајине у чијим границама се налази и данас. 
У новембру 1979. из састава рејона издвојен је град Белореченск који је директно потчињен покрајинској администрацији, али је остао рејонским административним центром. У административне границе рејона враћен је 2005. године. 

## Демографија и административна подела
Према подацима са пописа становништва из 2010. на територији рејона живело је укупно 99.041 становника, док је према процени из 2018. ту живело 108.692 становника, или у просеку око 81,93 ст/km². По броју становника налази се на 12. месту са укупним уделом у покрајинској популацији од 1,94%. 
| 1959.  | 1970.  | 1979.  | 1989.  | 2002.  | 2010.  | 2018.    |
| ------ | ------ | ------ | ------ | ------ | ------ | -------- |
| 74.421 | 81.104 | 87.498 | 37.626 | 43.542 | 99.041 | 108.692* |

Напомена:* Према процени националне статистичке службе. 
На територији рејона налазе се укупно 63 насељена места административно подељених на 11 другостепених општина (једну градску и 109 руралних). Административни центар рејона и његово највеће насеље је град Белореченск у ком живи половина укупне рејонске популације. Више од пет хиљада становника имају још село Великовечноје (6.200) и станице Рјазанскаја (5.500) и Пшехскаја (5.064). 

## Саобраћај
Најважнији саобраћајни правац који пролази преко територије Белоречењског рејона је магистрални друм А-160 који повезује градове Кореновск и Мајкоп. Код Белореченска се налази мањи аеродром. 